# 千家俊信
千家 俊信（せんげ としざね、宝暦14年1月16日〈1764年2月17日〉 - 天保2年5月7日〈1831年6月16日〉）は、日本の国学者であり歌人。第七十六代出雲国造千家俊秀の弟。出雲国神門郡杵築村宮内（現島根県出雲市）生まれ。のちに分家して千家日古主と名乗ったり、清主と改名したりした。明治の文豪小泉八雲の妻セツは玄孫にあたる。

## 人物像
一般には彼の開いた塾の名をとって梅廼舎（うめのや）と呼ばれた。若い頃漢学を学び、壮年になってから京都に出て、浅見絅斎の高三傑の一人であった西依成斎の門に入って、儒学を修めた。寛政4年（1792年）、29歳の時に伊勢に行き本居宣長のもとで学び、その高弟の一人になった。その後郷里に帰り梅の舎塾を開いた。この時から杵築は中国地方における国学の先進地となり、他国からの留学生がたくさんみられるようになった。寛政12年（1800年）の梅の舎塾の門人録には220人もの名が記録されている。
俊信は遠江国の内山真龍の門にも学び、龍門七士に数えられた。国学、神学（主として垂加神道）、歌道にも通じたほか、槍術、医学、天文、三弦、茶道の諸学、諸芸に達し、霊能力も備えていたといわれる。

## 系譜
```
　　　　　　　　　　　　　　　　　　（乙部）
　　　　　　　　　　　乙部次郎兵衛━━小泉岩苔
　　　　　　　　　　　　　　　　　　　　　┃
　　　　　　　　　　　　　　　　　　　　　┣━━━━━━小泉湊
　　　　　　　　　　　　　　　　　　　　　┃　　　　　　　┃　　ラフカディオ・ハーン
　　　　　　　　　　　　　　小泉真種　　┏女　　　　　　　┃　　　　　┃
　　　　　　　　　　　　　　　　┣━━━╋女　　　　　　　┣━━━━セツ
　　　　　┏千家俊信━━━━━━清　　　┗女　　　　　　　┃
　　　　　┃　　　　　　　　　　　　　　　　　　　　　　　┃
　　　　　┃　　　　　　　　　　　　　　　　　　　　　　　┃
　　　　　┃　　　　　　　　　　　　　　塩見増右衛門━━チエ
　　　　　┃　　　　　　　　　　　　　　　　　　　　　　　　　　　　　┏千家尊福
　　　　　┃　　　　　　　　　　　　　　　　　　　　　　　　　　　　　┃（80代出雲国造）
　　　　　┗千家俊秀━━━━千家尊之━━━千家尊孫━━━千家尊澄━━━┫
　（76代出雲国造）　（77代出雲国造）（78代出雲国造）（79代出雲国造）　┃
　　　　　　　　　　　　　　　　　　　　　　　　　　　　　　　　　　　┗千家尊紀
　　　　　　　　　　　　　　　　　　　　　　　　　　　　　　　　　　　（81代出雲国造）

```